# 郷分トンネル
郷分トンネル（ごうぶんトンネル）は、広島県福山市の山陽自動車道のトンネル。

## 概要
- 上り線（岡山・大阪方面）長さ：869 m
- 下り線（広島・北九州方面）長さ：828 m

※トンネル距離数はトンネル入口手前に設置された標識の記載によるもの。

## 歴史
- 1991年3月20日：山陽自動車道・福山東IC - 福山西IC間が開通と共に4車線で供用開始。
- 2000年3月4日：上り線のトンネル内で火災事故発生。

## 郷分トンネル炎上事故
- 2000年（平成12年）3月4日に上り線のトンネル（トンネル入口から約300mの地点）でトラック1台が、このトンネル内を走行中に急ブレーキを踏んだため、停車。後続の車もそれに気づいて停車したが、後続の大型トラック1台が停車に間に合わず追突した。さらにトンネル内の別々の3箇所でも、玉突き衝突が発生した。それにより大型トラック、大型バス、乗用車など計25台が関係する玉突き事故となり、大型トラック1台と大型バス1台の計2台の車両が炎上した。この事故により、死者1名（焼死）、負傷者16名を出す大惨事となった。

## 追記事項
- 上下線共にトンネル内部は車線変更禁止に指定されている。（現在は解除されている）
- 郷分トンネルを含め、福山東IC - 福山西IC間は1kmを超える長距離トンネルが大半を占めている。

## 福山東IC - 福山西IC間のトンネル群
福山東IC - 福山西ICの区間は殆どが1キロを越える長距離トンネルが連続している。詳細は福山東IC参照。

## 関連事項
- 中国地方の道路一覧
- 西日本高速道路